# Valujki
Valujki è una città della Russia europea sudoccidentale (oblast' di Belgorod), situata sulla sponda destra del fiume Valuj nei pressi della sua confluenza nell'Oskol, 225 km a oriente di Belgorod; è il capoluogo amministrativo del distretto omonimo.

## Durante la Seconda guerra mondiale
Nel gennaio del 1943, durante la ritirata dell'ARMIR dal fronte del Don, a Valujki, dopo giorni di continui combattimenti, sfiniti dal freddo e dalla fame, confluirono numerosi uomini appartenenti a vari reparti della divisione alpina Cuneense comandata dal generale Emilio Battisti. Nonostante il tentativo di sfondare e aprirsi il cammino verso occidente, gli alpini furono accerchiati e bloccati dalle truppe sovietiche e infine costretti alla resa. Per molti a Valujki cominciò quella che Nuto Revelli ha chiamato "la strada del "Davai" (davai è una parola russa che significa "avanti"), il cammino verso la prigionia che non risparmiò ulteriori sofferenze.

## Società

### Evoluzione demografica
Fonte: mojgorod.ru
- 1897: 7.100
- 1926: 10.200
- 1939: 18.700
- 1959: 18.100
- 1970: 29.100
- 1979: 32.100
- 1989: 34.900
- 2007: 35.900